# Acuerdo sobre Contratación Pública
El Acuerdo sobre Contratación Pública (ACP) es un acuerdo plurilateral auspiciado por la Organización Mundial del Comercio (OMC) que regula la contratación de bienes y servicios por parte de las autoridades públicas de las partes del acuerdo, basado en los principios de apertura, transparencia y no discriminación.
El acuerdo se estableció originalmente en 1979 como el Código de Contratación Pública de la Ronda de Tokio, que entró en vigor en 1981 bajo los auspicios del Acuerdo General sobre Aranceles Aduaneros y Comercio. Posteriormente se renegoció en paralelo con la Ronda de Uruguay de 1994 y esta versión entró en vigor el 1 de enero de 1996. El acuerdo se revisó posteriormente el 30 de marzo de 2012. El ACP revisado entró en vigor el 6 de julio de 2014.

## Partes
Los siguientes Miembros de la OMC forman parte del acuerdo de 1994:
| Partes | Fecha de adhesión        |
| --- | ------------------------ |
| Canadá | 1 de enero de 1996       |
| La Unión Europea con respecto a Alemania, Austria, Bélgica, Dinamarca, España, Finlandia, Francia, Grecia, Holanda, Irlanda, Italia, Luxemburgo, Portugal, Reino Unido y Suecia. | 1 de enero de 1996       |
| Estados Unidos | 1 de enero de 1996       |
| Israel | 1 de enero de 1996       |
| Japón | 1 de enero de 1996       |
| Noruega | 1 de enero de 1996       |
| Suiza | 1 de enero de 1996       |
| Holanda con respecto a Aruba | 25 de octubre de 1996    |
| Corea del Sur | 1 de enero de 1997       |
| Hong Kong SAR | 19 de junio de 1997      |
| Liechtenstein | 18 de septiembre de 1997 |
| Singapur | 20 de octubre de 1997    |
| Islandia | 28 de abril de 2001      |
| La Unión Europea con respecto a Chipre, Eslovenia, Estonia, Hungría, Letonia, Lituania, Malta, Polonia, República Checa y República Eslovaca                                     | 1 de mayo de 2004        |
| La Unión Europea con respecto a Bulgaria y Rumania | 1 de enero de 2007       |
| China Taipéi | 15 de julio de 2009      |
| Armenia | 15 de septiembre de 2011 |
| La Unión Europea con respecto a Croacia | 1 de julio de 2013       |
| Montenegro | 15 de julio de 2015      |
| Nueva Zelanda | 12 de agosto de 2015     |
| Ucrania | 18 de mayo de 2016       |
| Moldavia | 14 de junio de 2016      |
| Australia | 5 de mayo de 2019        |

Los siguientes Miembros de la OMC han obtenido la condición de observadores con respecto al ACP, y aquellos marcados con un asterisco (*) negocian la adhesión: Albania*, Arabia Saudita, Argentina, Baréin, Brasil*, Camerún, Chile, China*, Colombia, Costa Rica, Georgia*, India, Indonesia, Jordania*, Macedonia del Norte, Malasia, Mongolia, Omán*, Pakistán, Panamá, Federación de Rusia, República Kirguisa*, Seychelles, Sri Lanka, Tailandia, Tayikistán*, Turquía y Vietnam.

## Órgano de revisión sobre impugnaciones de ofertas
El Órgano de Revisión sobre Impugnación de Ofertas es un organismo creado por los Estados miembro para permitir que los proveedores impugnen las licitaciones gubernamentales irregulares. Dichos órganos son independientes y se esfuerzan por procesar cada caso de manera diligente. El Órgano de Revisión también está facultado para recomendar Medidas Provisionales Rápidas que pueden recomendarse en unos días cuando un Órgano de Revisión encuentre un caso prima facie para una impugnación de licitación.

## Posible membresía en el Reino Unido
En 2016 algunos expertos sugirieron que tras la salida del Reino Unido de la Unión Europea (UE), este tendría que renegociar para convertirse en parte del ACP por derecho propio, ya que la membresía del Reino Unido surge actualmente en virtud de su condición de miembro de la UE.
En octubre de 2018, Bloomberg informó de que algunos miembros de la OMC, incluida Moldavia, podrían bloquear la membresía del Reino Unido después del Brexit en el ACP o solicitar concesiones. Al mismo tiempo, los Estados Unidos y Nueva Zelandia también expresaron su preocupación por la propuesta de adhesión del Reino Unido "porque en su solicitud faltaba información clave". El 27 de febrero de 2019, el Comité ACP de la OMC tomó una decisión sobre la adhesión del Reino Unido, de manera que, de abandonar la UE sin un acuerdo en vigor, el Reino Unido debería ratificar el ACP en su propio nombre lo antes posible, y si hubiera un acuerdo con la UE que previese un período transitorio de aplicación continua de los acuerdos de membresía del Reino Unido, esta podría continuar dentro del contexto de la membresía de la UE, y se requeriría una decisión adicional del Comité ACP para permitir su adhesión al final del período de transición. La ratificación quedaría sujeta a la aprobación parlamentaria en virtud del artículo 20 de la Ley de reforma constitucional y gobernanza de 2010.